# Yamaha CS-80
El Yamaha CS-80 es un sintetizador analógico polifónico lanzado en el año 1976. 
Estos sintetizadores son probablemente de los más enigmáticos que jamás se hayan creado. Aquellos que han tenido la oportunidad de ejecutar alguna de las apenas 2000 unidades que se han fabricado desde fines de años 1970, hablan de una increíble versatilidad para controlar los sonidos mientras se lo ejecuta, así como los extraños ruidos provenientes de su modulador de anillo y su colorido e intuitivo panel de controles. 
Por supuesto que también hablan de sus dos muy notorios problemas: su alto peso de casi 100 kg (220 lbs) y tendencia a desafinarse a lo largo del tiempo, un problema bastante habitual con los sintetizadores de aquellos años.
El CS-80 fue especialmente creado como una versión "portátil" de un sintetizador aún más grande, el Yamaha GX-1. Aunque notables tecladistas como Stevie Wonder o Keith Emerson tuvieron oportunidad de contar con sus respectivos GX-1 en aquel momento, lo cierto es que no muchos músicos estaban en condiciones de pagar los 60 mil dólares que costaba comprar uno. El CS-80 también era costoso, aunque tuvo una mucho más amplia aceptación que su hermano mayor, el GX-1. 
Hablar del CS-80 es casi sinónimo de otro notable músico de aquellas épocas que lo utilizó ampliamente: Vangelis, de quien se dice que luego de probarlo encargó ocho unidades para llevar a su estudio Nemo en Londres. En efecto, desde 1977 en adelante utilizó sus CS-80 en todos y cada uno de sus álbumes (incluyendo los más aclamados tal como China, Spiral, Odas con Irene Papas, sus trabajos con Jon Anderson, las bandas de sonido de Chariots of Fire y Blade Runner entre otras). Debajo se proporciona una lista un poco más exhaustiva, pero también cabe mencionar, entre otros nombres muy importantes, a Klaus Schulze y Eddie Jobson. 
Yamaha lanzó el CS-80 en 1976, tiempo antes de que Moog y Sequential Circuits lanzaran al mercado el Polymoog y el Prophet V. Estos dos sintetizadores, más el modelo Eight Voice de Oberheim, impidieron que el CS-80 quedara como el mejor sintetizador analógico polifónico de los 70.

## Usuarios reconocidos
- Vangelis
- 10cc
- Tori Amos en su álbum del 2007American doll posse
- Tony Banks
- Toto
- Roy Bittan (Bruce Springsteen)
- David Bowie
- Kate Bush
- Camel
- Coldplay (en X&Y)
- Daft Punk
- Paul Davis En la introducción del hit "I Go Crazy" se puede apreciar el CS-80.
- Geoff Downes (The Buggles)
- Richard Tandy (Electric Light Orchestra), en el álbum de 1979 Discovery
- Brian Eno, en particular en el álbum Before and After Science
- Fenech-Soler
- Fred Falke
- Isao Tomita, en el álbum "Daphnis et Chloé - Bolero" (1979)
- John Foxx en The Garden
- Peter Gabriel
- Dave Greenslade, The Pentateuch of the Cosmogony
- Rupert Hine
- Peter Howell, usado en los años 80 para la reinterpretación de la música de la serie Doctor Who que fuera utilizada hasta 1985.
- Paul McCartney
- Michael Jackson en el aclamado álbum Thriller
- Richard D. James
- Jean Michel Jarre
- Eddie Jobson
- Keane (en Perfect Symmetry)
- Kraftwerk
- Tommy Mars (en Frank Zappa's band)
- Teddy Bautista (Radioactivo, junto a Pepe Robles, 1981)
- Jorge W. García Banegas (Asfalto 1979-1983)

- Datos: Q366063
- Multimedia: Yamaha CS-80 / Q366063